# Bronsrörbock
Bronsrörbock (Donacia antiqua)  är en skalbaggsart som beskrevs av Gustav Kunze 1818. Den ingår i släktet rörbockar och familjen bladbaggar.

## Beskrivning
En avlång skalbagge med metallisk, mörkt koppar- till bronsfärgad kropp. Täckvingarna har flera bucklor. Kroppslängden är 7 till 9 mm.

## Utbredning
Utbredningsområdet omfattar Mellan- till Nordeuropa från Frankrike till Ukraina och nordvästra Ryssland. Söderut når den Italien. Den saknas emellertid i Schweiz, Österrike, Baltikum (utom möjligtvis Lettland), Norge och Danmark. I Sverige förekommer den i Västerbotten, medan den i Finland .
I Sverige påträffades arten i ett enda exemplar år 1970, men detta exemplar fick först långt senare korrekt identifiering i samband med en genomgång av museisamlingar. Våren 2017 genomfördes en riktad sökning efter arten i ett flertal vattendrag i närheten av fångstplatsen från sjuttiotalet, i Norrbotten, och då hittades ett större antal.. Ännu så länge är arten endast funnen i Norrbotten, men man utesluter inte att den kan finnas i andra norrländska områden. I Finland har arten observerats i de södra delarna av landet upp till Norra Österbotten.
Enligt den finländska rödlistan är arten nära hotad ("NT") i Finland medan den i Sverige är klassificerad som kunskapsbrist ("DD").

## Ekologi
Arten lever vid sötvattenssamlingar som åar, gärna snabbflytande med sandbotten, men även vid sjöstränder. Larven lever under vattenytan på olika starrarter, i Sverige främst norrlandsstarr (Carex aquatilis). De vuxna individerna äter pollen. Fullbildade skalbaggar är dagaktiva och förekommer främst från maj till juni, då den ofta kan ses sitta på värdväxten.